# Parhyalella whelpleyi
Parhyalella whelpleyi är en kräftdjursart som först beskrevs av Robert Alan Shoemaker 1933.  Parhyalella whelpleyi ingår i släktet Parhyalella och familjen Hyalellidae. Inga underarter finns listade i Catalogue of Life.